# アジス・カトゥー
アジス・カトゥー（Aziz Khattou、男性、1972年10月6日 - ）は、ベルギー出身のキックボクサー。センタージム所属。身長185cm、体重94kg。バックボーンはボクシング。ニックネームはベルギーのブンブン丸。

## 来歴
2003年8月15日、K-1 WORLD GP 2003 in LAS VEGAS IIのトーナメント1回戦でラウル・ロメロに判定勝ちするも、負傷により準決勝を辞退。
2004年3月27日、K-1 WORLD GP 2004 in SAITAMAでK-1転向4戦目のフランソワ"ザ・ホワイトバッファロー"ボタと対戦し、判定勝ち。

## 戦績
| キックボクシング 戦績 | キックボクシング 戦績 | キックボクシング 戦績 | キックボクシング 戦績 | キックボクシング 戦績 | キックボクシング 戦績 | キックボクシング 戦績 |
| --------------------- | --------------------- | --------------------- | --------------------- | --------------------- | --------------------- | --------------------- |
| 57 試合               | (T)KO                 | 判定                  | その他                | 引き分け              | 無効試合              |                       |
| 52 勝                 | 40                    |                       |                       | 0                     | 0                     |                       |
| 5 敗                  |                       |                       |                       | 0                     | 0                     |                       |

| 勝敗 | 対戦相手                                 | 試合結果                                  | 大会名                                         | 開催年月日    |
| ×    | ナオフォール“アイアン・レッグ”           | 1R 1:58 KO（右ハイキック、2ノックダウン） | K-1 WORLD GP 2005 in PARIS 【EUROPE GP 1回戦】 | 2005年5月27日 |
| ×    | レミー・ボンヤスキー                     | 2R 1:59 TKO（レフェリーストップ）         | K-1 WORLD GP 2004 in SEOUL                     | 2004年7月17日 |
| ×    | バダ・ハリ                               | 2R 1:45 TKO（膝蹴り）                     | It's Showtime                                  | 2004年5月20日 |
| ○    | フランソワ"ザ・ホワイトバッファロー"ボタ | 3R終了 判定2-0                            | K-1 WORLD GP 2004 in SAITAMA                   | 2004年3月27日 |
| ○    | アゼム・マクスタイ                       | 3R終了 判定2-1                            | K-1 WORLD GP 2004 in Marseilles                | 2004年1月23日 |
| ○    | ラウル・ロメロ                           | 3R終了 判定2-0                            | K-1 WORLD GP 2003 in LAS VEGAS II 【1回戦】    | 2003年8月15日 |
| ○    | ペレ・リード                             | 2R終了時 TKO（右脛カット）                | K-1 WORLD GP 2003 in FUKUOKA                   | 2003年7月13日 |
| ×    | シリル・アビディ                         | 3R終了 判定0-3                            | K-1 WORLD GP 2003 in PARIS 【1回戦】           | 2003年6月14日 |
| ○    | ペポ                                     | 2R 1:12 KO                                | K-1 WORLD GP 2003 世界地区予選 フランス大会    | 2003年1月24日 |
| ×    | シーン・プルヤック                       | 4R終了後 TKO                              | K-1 WORLD GP 2002 プラハ大会                   | 2001年12月1日 |

## 主な獲得タイトル
- WAKO世界ウェルター級王者